# Storia di Gottolengo

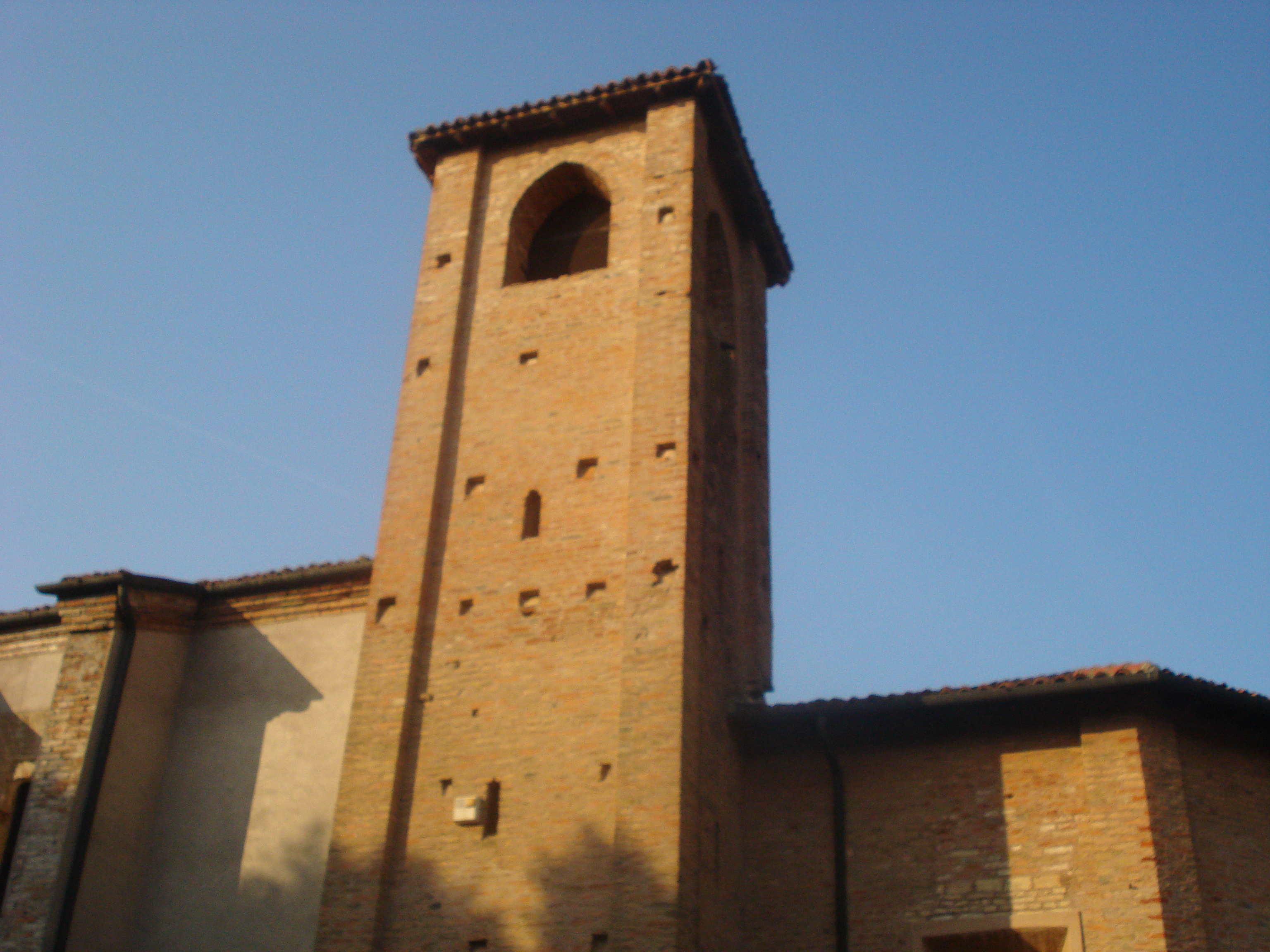
Il campanile in mattoni del quattrocentesco complesso carmelitano di San Girolamo.

La storia di Gottolengo, comune italiano situato nella Bassa Bresciana a breve distanza dai confini con le province di Cremona e Mantova, può essere fatta iniziare già nel III millennio a.C., anche se il centro abitato attuale nacque solo in età romana per poi svilupparsi nel corso dei secoli successivi. In epoca altomedievale la storia del paese fu strettamente legata alla presenza del monastero benedettino di Leno, quindi Gottolengo passò sotto il controllo di potenti famiglie locali e, in seguito, della Repubblica di Venezia. Con l'avvento di Napoleone il comune fece parte della Repubblica Cisalpina e, dopo la sua caduta, del Lombardo-Veneto; nel 1861 venne infine unito al nascente Regno d'Italia seguendone le successive vicende storiche.

## Età antica

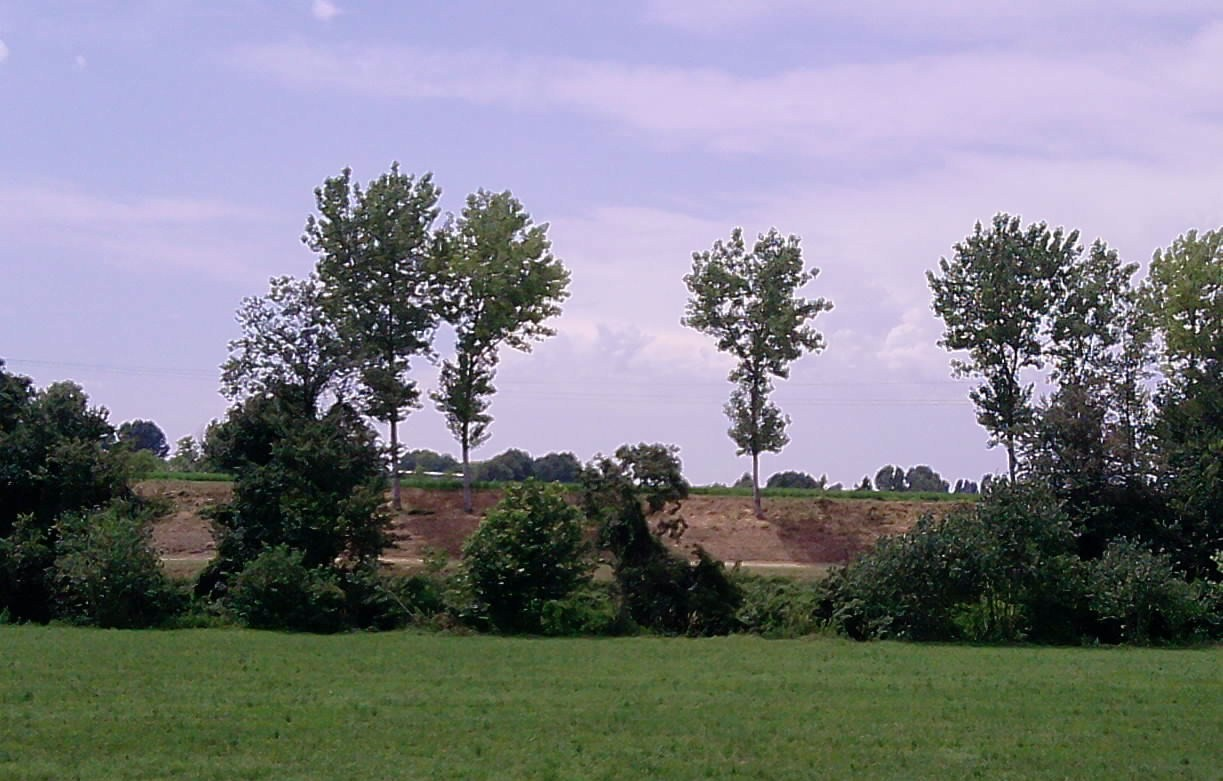
Il rialzo del Castellaro, "culla" della storia di Gottolengo

Il territorio di Gottolengo iniziò ad essere popolato a partire dal 2000 circa a.C., come testimoniano gli insediamenti abitativi riportati alla luce sul cosiddetto "Castellaro" (toponimo composto dai termini gallici cashr e teiher, che significano fortificazione), un'area ai margini meridionali dell'attuale centro urbano costituita da un modesto altopiano circondato da acque e paludi. Quel terrazzamento, facilmente difendibile, favorì l'insediamento di comunità stabili dedite all'agricoltura e all'allevamento e in grado di praticare arcaiche forme di tessitura. Oltre a rudimentali oggetti litici, i reperti ritrovati in loco comprendono anche esemplari di suppellettili, vasellame e armi, sia in pietra che in bronzo.
Per ragioni non ancora ben chiarite, probabilmente a causa di pestilenze o di invasioni e guerre, il Castellaro venne progressivamente abbandonato fin dal 1000 a.C. a favore di un'area poco più a settentrione, là dove ora sorge l'attuale paese di Gottolengo. Secondo un'antica leggenda, un tunnel sotterraneo avrebbe garantito i collegamenti fra le due località anche in caso di scontri armati o incursioni. Sul finire del V secolo a.C. o agli inizi di quello successivo, vi si stanziò il popolo celtico dei Cenomani, che stava espandendosi nella Bassa Bresciana e che basava la propria economia sulla lavorazione del ferro, sull'agricoltura e sull'allevamento. Tale gruppo etnico, residente in villaggi sparsi, prese a dare proprie denominazioni alle località del territorio e fu il primo ad introdurre nella zona forme di monetazione. I Cenomani vennero poi in contatto con altri popoli: Insubri, Veneti e, nella seconda metà del III secolo a.C., con i Romani. Questi ultimi attuarono una politica d'integrazione nei confronti dei Celti (da essi chiamati Galli); tuttavia il territorio di Gottolengo passò sotto la loro definitiva egemonia solo nel 196 a.C., dopo che una coalizione di Romani e Veneti sconfisse i Cenomani costringendoli a un'alleanza forzata con i vincitori.
Il processo di romanizzazione (introduzione della lingua latina, del diritto romano e delle varie istituzioni politiche e militari) culminò nel 49 a.C. con la concessione da parte di Cesare della cittadinanza romana ai Cenomani e agli altri popoli dell'Italia settentrionale. Sottoposto al controllo del municipium di Brixia, città rientrante nella X Regio, Gottolengo non mutò la sua vocazione agricola mentre adeguò il proprio stile di vita a quello sviluppatosi nelle diverse parti dell'impero.

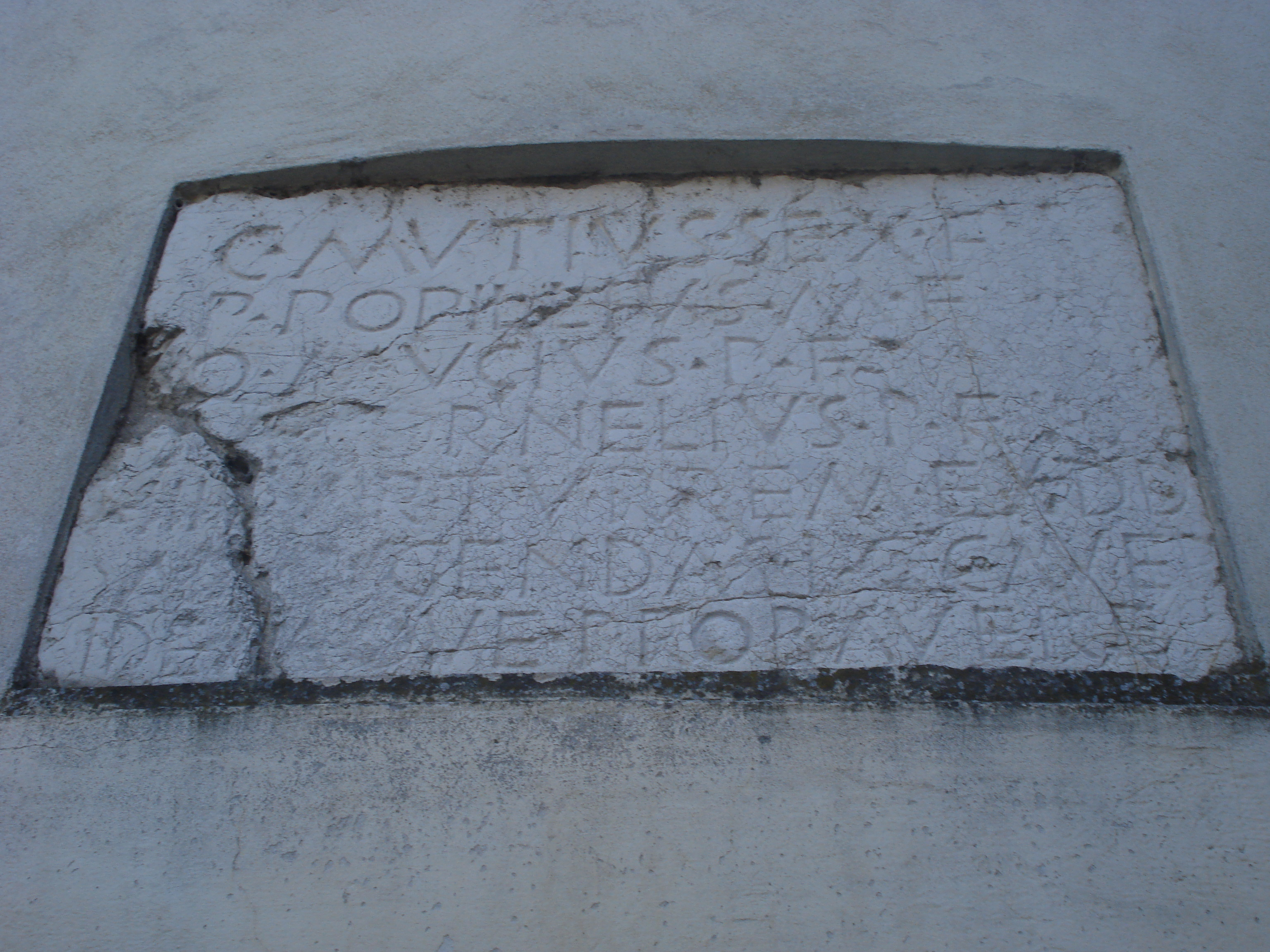
La Lapide dei Quattuorviri, iscrizione romana attualmente collocata all'esterno dell'abside della chiesa parrocchiale dei Santi Pietro e Paolo.

I reperti dissotterrati presentano numerose testimonianze e tracce della presenza romana: monete (di particolare importanza una collezione scoperta nel 1900 in un campo coltivato a sud del centro abitato), vasellame, manufatti ed epigrafi, fra cui spicca la cosiddetta Lapide dei Quattuorviri (i quattro supremi magistrati municipali) del I secolo d.C. Il testo di questa iscrizione
fa riferimento a una torre romana di cui non si sa nulla (forse era ubicata in un municipium come Brixia o Cremona), mentre per la lapide stessa si è ipotizzato che si trovasse già murata nell'antica chiesa parrocchiale, poi abbattuta e ricostruita nel XVIII secolo reinserendo ancora l'iscrizione al di fuori della nuova abside.

## Medioevo

### Alto Medioevo
Il toponimo Gottolengo deriva quasi certamente da forme gotiche-longobarde, come testimonia la radice Gott-, senz'ombra di dubbio d'origine gotica, mentre il suffisso in "-engo" è tipicamente longobardo. D'altra parte la derivazione da dialetti germanici, specie longobardi, è particolarmente diffusa nella toponomastica del territorio circostante.
Gottolengo significa presumibilmente "territorio appartenente al villaggio".
Tale denominazione appare per la prima volta nel Diploma di Berengario II all'abate di Leno del 958.
Alla caduta dell'Impero romano d'Occidente Gottolengo conobbe il dominio di varie popolazioni barbariche, fra cui quella dei Longobardi che, dopo aver conquistato in modo non del tutto pacifico il territorio, vi impressero un'impronta di assoluto rilievo e lo incorporarono nel Ducato di Brescia (seconda metà del VI secolo). Desiderio, ultimo sovrano longobardo e originario di Brescia, con l'aiuto della moglie Ansa aveva fondato il monastero femminile di San Salvatore (poi di Santa Giulia), nel 758 fece erigere nel limitrofo comune di Leno un'abbazia maschile affidandola ai benedettini. Giunti da Montecassino, i monaci impressero non solo alla Badia leonense, ma a tutto il territorio della Bassa Bresciana che ne dipendeva, un fervore di rinascita religiosa, culturale ed economica iniziando una vasta opera di bonifiche.
Con la caduta del potere longobardo e l'instaurarsi dell'egemonia franca in Italia, il prestigio del monastero si incrementò ulteriormente grazie alla protezione accordatagli da Carlo Magno (e in seguito anche dai suoi successori), accanito difensore del Cristianesimo. Da allora la politica costante degli abati di San Benedetto di Leno fu di mantenere o procacciarsi il favore di imperatori e papi, cosicché nel corso dei secoli, tramite particolari contratti (bolle o diplomi), il monastero andò accrescendo il proprio potere e i propri possedimenti.

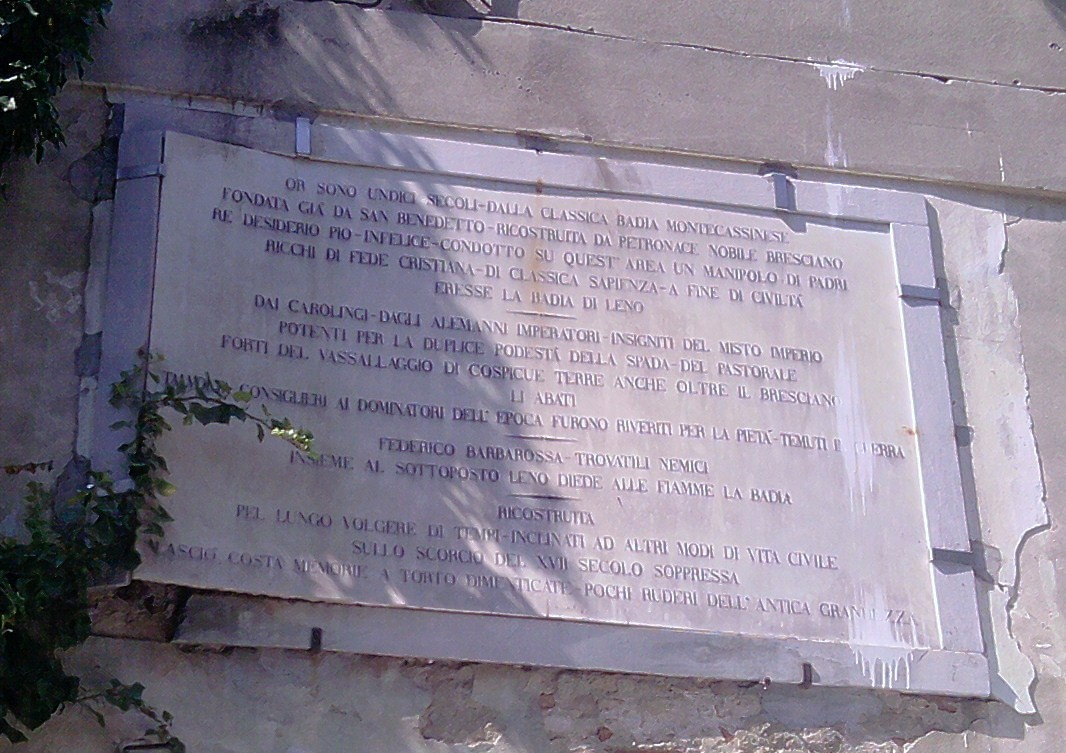
Iscrizione in ricordo della Badia di Leno

Gottolengo era allora una curtis appartenente all'abbazia e la forma di economia che vi si praticava era per l'appunto quella curtense, basata soprattutto sulle attività agricole e sull'allevamento; quasi tutti i contadini lavoravano alle dipendenze dei monaci e pochi erano quelli che possedevano degli appezzamenti di terreno. D'altro canto, fu proprio la vastità e la continuità dei possedimenti che consentì ai benedettini di attuare quelle grandi opere di bonifica idraulica e agraria che ne caratterizzarono l'attività a cavallo del millennio.
Quando nella prima metà del X secolo un popolo invasore, gli Ungari, iniziò a minacciare villaggi e monasteri, terre e raccolti della prospera pianura bresciana con razzie e saccheggi, i monaci di Leno decisero di fortificare il piccolo borgo di Gottolengo costruendovi attorno palizzate e terrapieni. Successivamente i benedettini si trovarono a fronteggiare un nuovo e diverso pericolo, quello rappresentato dalla sempre più potente famiglia dei Canossa e dalle pretese che questa avanzava su una parte dei possedimenti della Badia leonense. Tuttavia gli abati, mettendo in campo pazienza, diplomazia e appoggi autorevoli, furono in grado di risolvere le varie dispute a loro favore.

### Basso Medioevo

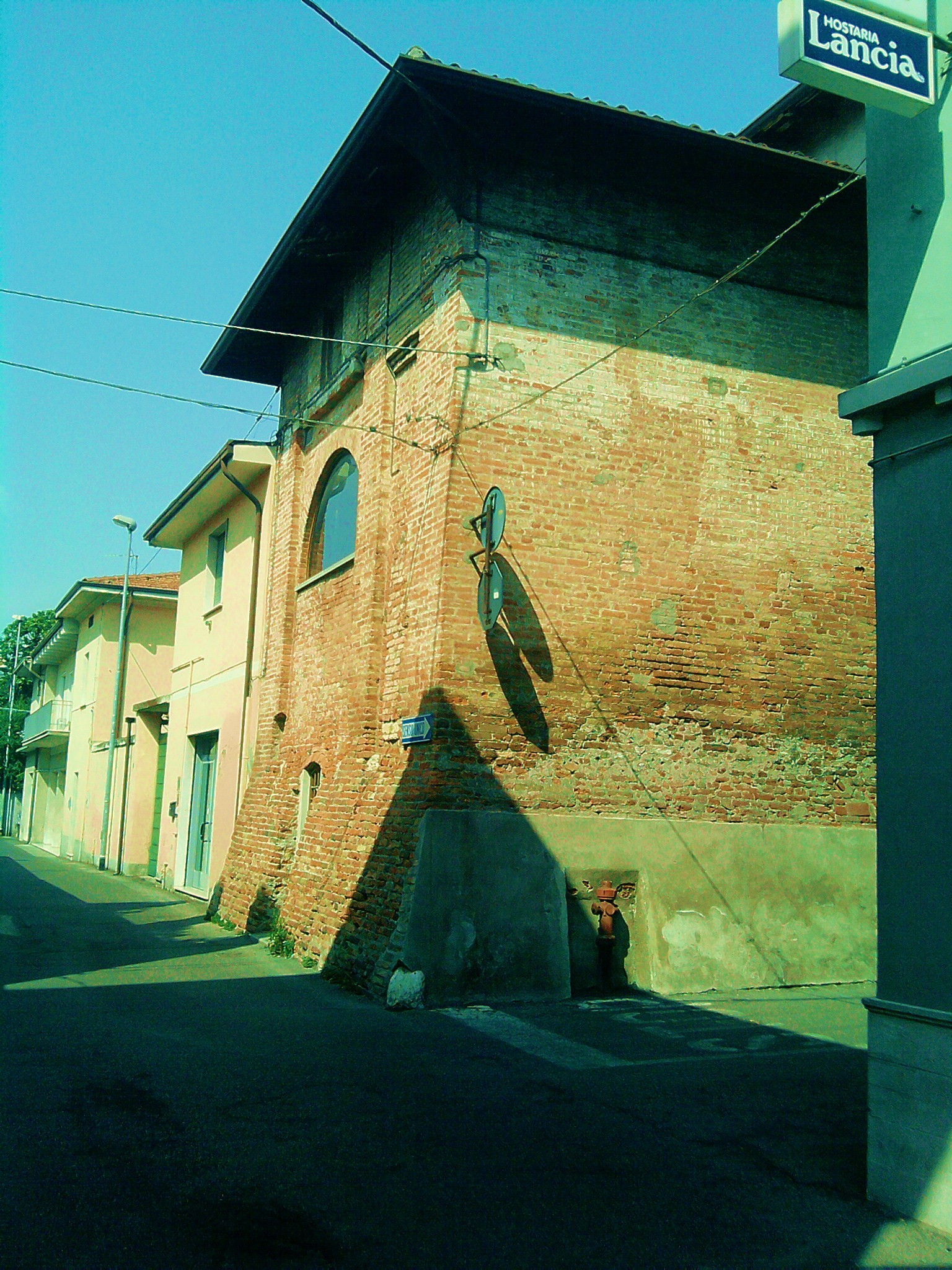
La cosiddetta "casa-torre", una delle poche tracce superstiti del sistema difensivo di Gottolengo in epoca medievale.

Nel 1078, in una fase acuta della lotta per le investiture, divenne abate Artuico (o Arduico), uomo vicino alla Chiesa di Roma, la cui fedeltà venne premiata da papa Gregorio VII con un'importante bolla che, oltre a prerogative di minor importanza e ad ampliamenti territoriali per il monastero, conferì al suo abate la facoltà di istituire mercati, edificare castelli, mettersi in diretto contatto con qualsiasi vescovo d'Italia (in precedenza, invece, doveva avvalersi della diocesi bresciana come intermediaria) e consacrare chiese. La lealtà nei confronti del pontefice non impedì tuttavia al rettore del monastero di intrattenere buone relazioni anche con gli imperatori germanici, garantendo in tal modo un periodo di pace all'interno del territorio e il mantenimento dei beni all'abbazia. Del resto, successivamente l'elezione degli abati fu pilotata in vario modo dagli imperatori germanici.
Le cose mutarono radicalmente con l'avvento al trono del nuovo imperatore tedesco Federico I Barbarossa e con la sua politica autoritaria. Nel 1158, sceso per la seconda volta in Italia, distrusse e saccheggiò la Badia leonense, costringendo l'abate a rifugiarsi a Venezia e ad abbandonare il monastero in balia delle truppe imperiali, quindi espugnò Brescia, città guelfa, e vi mise a capo suoi consiglieri come già aveva fatto con altri comuni della regione. La reazione delle città lombarde, riunite e riorganizzate nella Lega Lombarda, portò vent'anni dopo alla sconfitta di Federico I nella battaglia di Legnano (29 maggio 1176). Il Barbarossa fu costretto a stipulare a Venezia un trattato di non belligeranza con i suoi avversari e a ristrutturare l'abbazia di Leno, alla quale vennero concessi ulteriori diplomi e bolle che riconfermarono i beni da essa posseduti, fra i quali anche il borgo di Gottolengo che molto aveva risentito delle invasioni e dei saccheggi delle soldatesche imperiali.
Reintegrato nel pieno dei poteri, l'abate aveva la possibilità di scegliere i propri vassalli ai quali assegnare i vari poderi di proprietà del monastero e dai quali riscuotere le decime e le tasse. Ciò comportò talvolta l'inevitabile insorgere di dispute e conflitti, non solo di natura giuridica, sia fra monaci e feudatari che fra il monastero e i contadini. A tale proposito particolare importanza ebbe la rivolta popolare scoppiata nel 1205, durante la quale l'abate Onesto dovette riconquistare la Badia facendo ricorso alle armi.

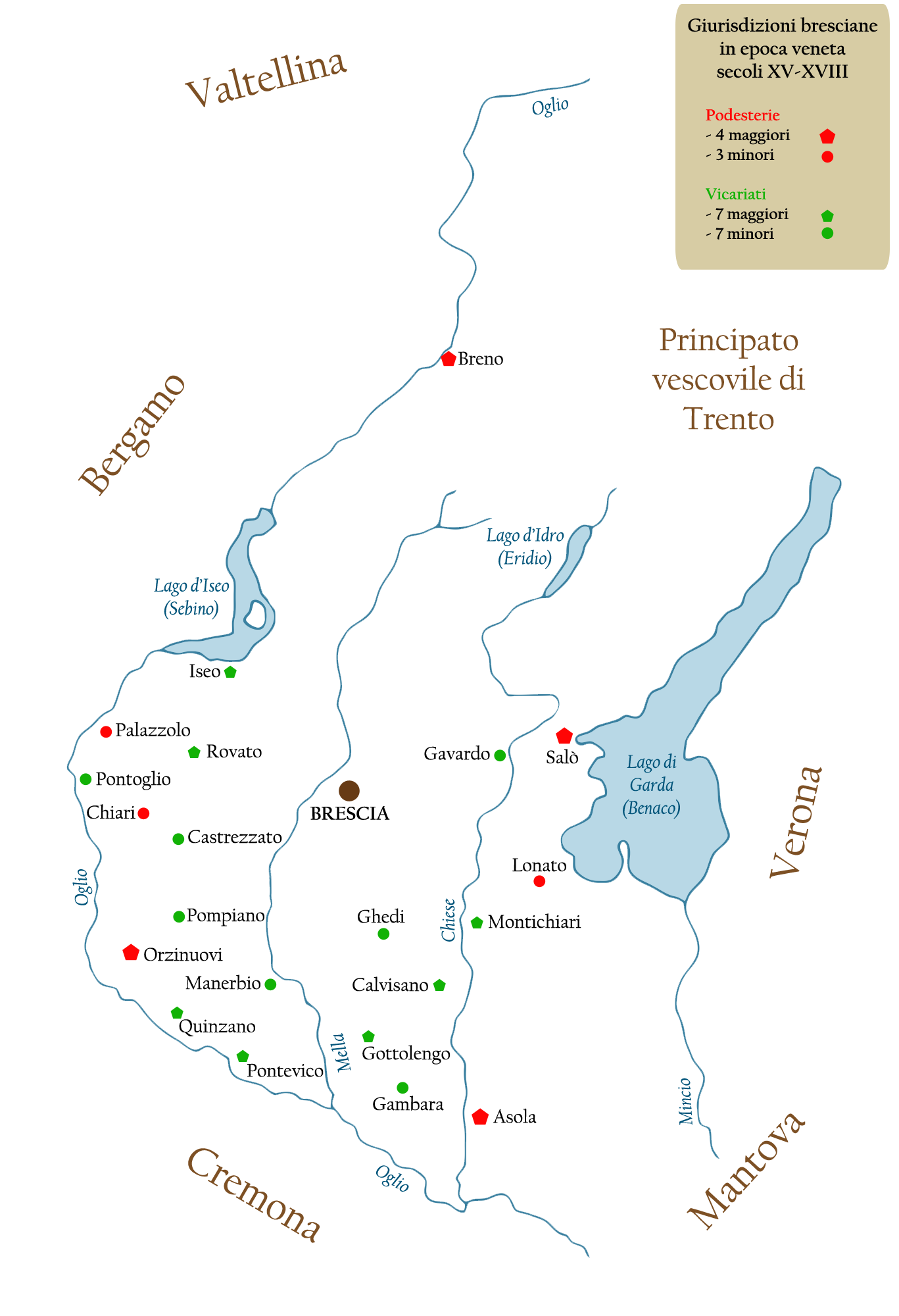
La cartina mostra l'organizzazione del territorio bresciano durante la dominazione veneta.

Tuttavia le conseguenze più deleterie per i benedettini vennero dal contrasto di natura legale, sorto già durante l'età comunale, con il sempre più potente vescovo di Brescia che pretendeva di sottomettere alla propria giurisdizione le terre appartenenti alla comunità monastica. Alla fine i monaci lenesi, logorati dalle continue lotte e gravemente indebitati per le spoliazioni subite, si videro costretti a cedere molte delle loro proprietà alla diocesi di Brescia. L'antica abbazia entrò in una fase di lento ma costante declino che, nei secoli successivi, la porterà alla miseria, all'abbandono e infine alla demolizione (1783).
Nel frattempo Gottolengo era divenuto un libero comune rurale di modeste dimensioni, dapprima sotto l'egemonia degli abati, poi sotto il controllo del vescovo e del comune bresciano. Nel Duecento fu teatro della sanguinosa lotta fra guelfi e ghibellini e dovette sopportare numerosi saccheggi; la guerra tra le fazioni si inasprì nel secolo successivo, quando il piccolo borgo di pianura fu messo a dura prova anche da pesti, carestie e persino da un'invasione di bruchi e di cavallette. Risentì inoltre delle vicende politiche del comune di Brescia, trasformato prima in signoria e successivamente annesso dai Visconti nel loro stato. Nel corso del Quattrocento il comune di Gottolengo fu a lungo conteso fra il Ducato di Milano e la Repubblica di Venezia. Nel 1427, infatti, il territorio bresciano, venne occupato dai Veneziani che, guidati dal Carmagnola, scacciarono i Visconti. Qui il 29 maggio perse la vita Nanne Strozzi, capitano delle truppe Estensi, che appoggiavano in armi i Veneziani. Questi si insediarono sino al 1438, anno in cui i Milanesi di Niccolò Piccinino si impadronirono del borgo, ma la parentesi viscontea fu breve e due anni più tardi i Veneziani rientrarono in Gottolengo. Successivamente il borgo venne ripreso dal Ducato, ma con la pace di Lodi (1454) sia il bergamasco che il bresciano vennero riconosciuti alla Repubblica marinara.
Anche durante la guerra di Ferrara il comune di Gottolengo fu interessato nel conflitto: venne infatti conquistato dai Gonzaga, nemici dei Veneziani nel 1483, e in seguito ripreso da questi ultimi; le belligeranze terminarono con la riconferma della supremazia della Serenissima in territorio bresciano.

## Età moderna
Sotto il dominio veneto Gottolengo conobbe una notevole espansione demografica ed economica, grazie anche all'impulso dato dalle nuove tecniche agrarie, e si affermò sempre di più quella classe di possidenti, mercanti e imprenditori che alcuni filosofi e sociologi moderni definiscono "protoborghese" se non addirittura "precapitalistica". Su tale sviluppo influì notevolmente la scelta di Gottolengo come sede di un vicariato "maggiore", che includeva anche gli attuali comuni di Cigole, Gambara (vicariato minore), Pavone del Mella e Pralboino, con i connessi privilegi amministrativi ed economici. Proprio per la munificenza di un ricco mercante del luogo, i carmelitani poterono erigervi nel 1479, appena al di fuori del borgo murato, il convento di San Girolamo destinandolo ad attività ospedaliere e assistenziali. Saranno tra l'altro questi frati a introdurre nella zona, alcuni decenni più tardi, nuovi metodi di coltivazione e nuove colture come la patata. Sul finire del Quattrocento, inoltre, fu accolta a Gottolengo una comunità di profughi ebrei che vi fondarono i primi banchi di prestito locali.

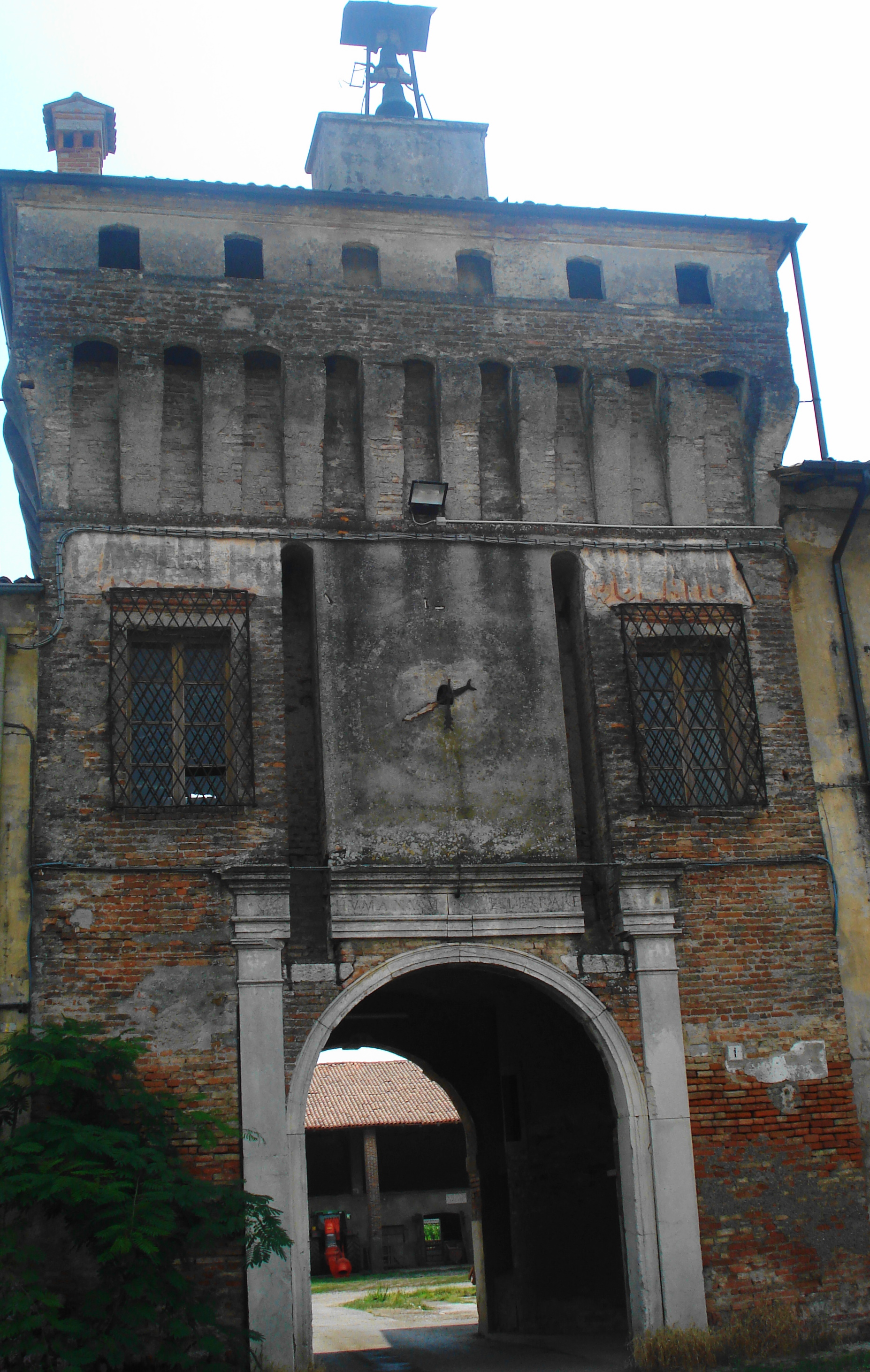
Il massiccio ingresso alla cascina-fortezza dei Rodengo a Solaro

Dopo la disastrosa sconfitta veneziana di Agnadello (1509), i francesi occuparono per alcuni anni il territorio bresciano e la stessa Brescia; i Gambara, nobili e potenti feudatari della zona fedeli a Venezia, tentarono di sfruttare la situazione per creare una propria organizzazione statale impadronendosi di Gottolengo, Manerbio e Quinzano, ma la situazione si normalizzò con il ritorno dei veneziani (1512). Nel 1517, un'altra nobile famiglia locale, i Rodengo, innalzò un poderoso casale fortificato nell'attuale frazione di Solaro, attirando così altri insediamenti all'intorno e incrementando notevolmente lo sviluppo agricolo della località, solo di recente spopolatasi e di cui resta l'antica struttura in forma di cascina a corte.
Le decadenti difese medievali di Gottolengo non salvarono invece il paese dalle violenze e dai saccheggi perpetrati dai Lanzichenecchi al soldo dell'imperatore Carlo V, che vi transitarono il 29 ottobre 1521. Il comune fu per questo insignito dei tre gigli di Francia che tutt'oggi appaiono sul suo stemma, conferitigli dal re Francesco I per aver aiutato l'alleata Repubblica di Venezia nella resistenza contro Carlo V d'Asburgo. Per risollevare invece la popolazione dallo stato di miseria e abbandono conseguente alle orribili devastazioni dei mercenari imperiali e da cui stentava a riprendersi, fu sospeso il pagamento delle tasse per cinque anni e venne concessa la possibilità di istituire un mercato settimanale (cosa che avviene tuttora ogni sabato).
Nonostante questo funesto episodio, il Cinquecento e i successivi secoli di dominio veneziano furono comunque un periodo di espansione e progresso per il paese; anche se nel corso del XVII secolo si verificarono più volte carestie, dovute a cattive condizioni climatiche, ed epidemie. Secondo i computi effettuati dal rettore e capitano veneto Giovanni da Lezze in occasione del censimento del 1610, la popolazione residente a Gottolengo risultò pari a 1 650 abitanti dediti principalmente all'agricoltura, cui si aggiunse ben presto anche l'allevamento del baco da seta, come avvenne in molti altri paesi limitrofi e che perdurò in zona fino alla seconda metà del XX secolo.

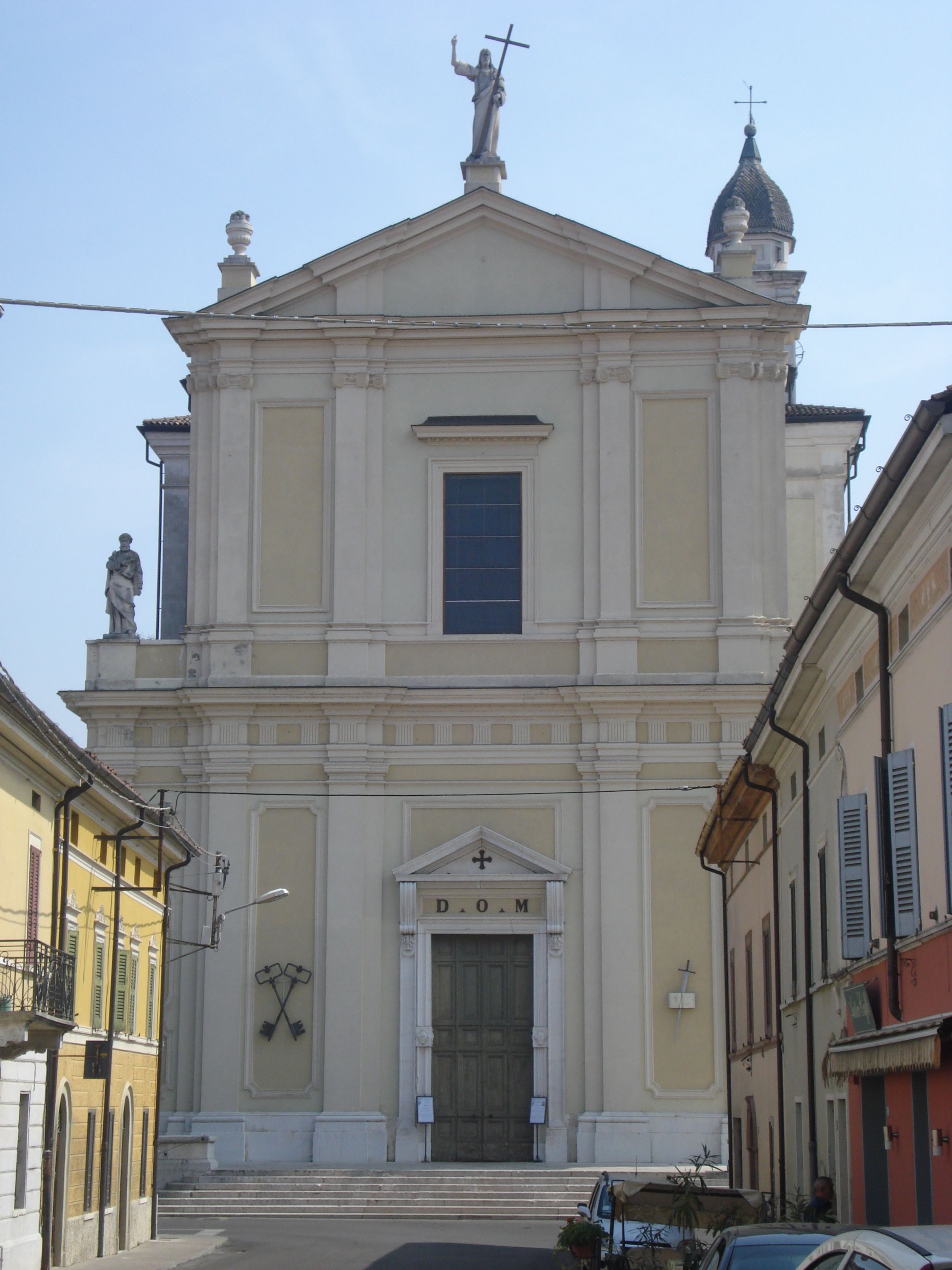
La facciata della chiesa parrocchiale dei Santi Pietro e Paolo

Fra il Seicento e il Settecento, Gottolengo si arricchì inoltre di alcuni edifici di pregio come il santuario barocco della Madonna dell'Incidella (nome forse derivato da una cinquecentesca santella dedicata a Santa Maria in scutella), eretto nella seconda metà del XVII secolo lungo la strada che dal paese conduce alla località di Solaro. L'attuale chiesa parrocchiale dedicata ai santi Pietro e Paolo fu invece eretta fra il 1746 e il 1765 in stile tardo-barocco sulle rovine di una precedente, della quale si hanno notizie già a partire dal 958 grazie a un diploma di Berengario II che l'annovera fra i beni del monastero benedettino di Leno. Anche nella frazione di Solaro venne ricostruita e ampliata la chiesa di Sant'Antonio abate, sulle rovine della precedente edificata nel Cinquecento dai Rodengo assieme al loro cascinale-fortilizio.
Intorno alla metà del Settecento soggiornò lungamente a Gottolengo, in un palazzo da lei restaurato e oggi adibito a ristorante, la nobildonna inglese lady Mary Wortley Montagu. Costei, femminista ante litteram, viaggiatrice e scrittrice anticonvenzionale, oltre ad allevare cavalli e bachi da seta si dedicò con passione alla storia locale, arricchendo con numerosi scritti le fonti storiografiche riguardanti il paese e, in particolare, l'antica chiesa parrocchiale.
Sul finire del XVIII secolo e l'inizio del XIX Gottolengo conobbe prima l'invasione e poi la dominazione napoleonica. Inserito nella Repubblica Cisalpina con circa 2 450 abitanti fra cittadini e contadini, il paese mosse allora qualche timido passo nella direzione di un'economia locale diversificata, affiancando alle tradizionali attività agricole le prime, rudimentali manifatture industriali nel settore tessile. Il comune crebbe così d'importanza e si pensò a una ridefinizione urbana dell'abitato: furono realizzati nuovi quartieri, vennero abbattute le mura medievali ormai decadenti e interrati gradualmente i vecchi fossati, in piedi rimase solo una casa-torre al centro del borgo come unica testimonianza dell'antico sistema difensivo demolito.

## Età contemporanea

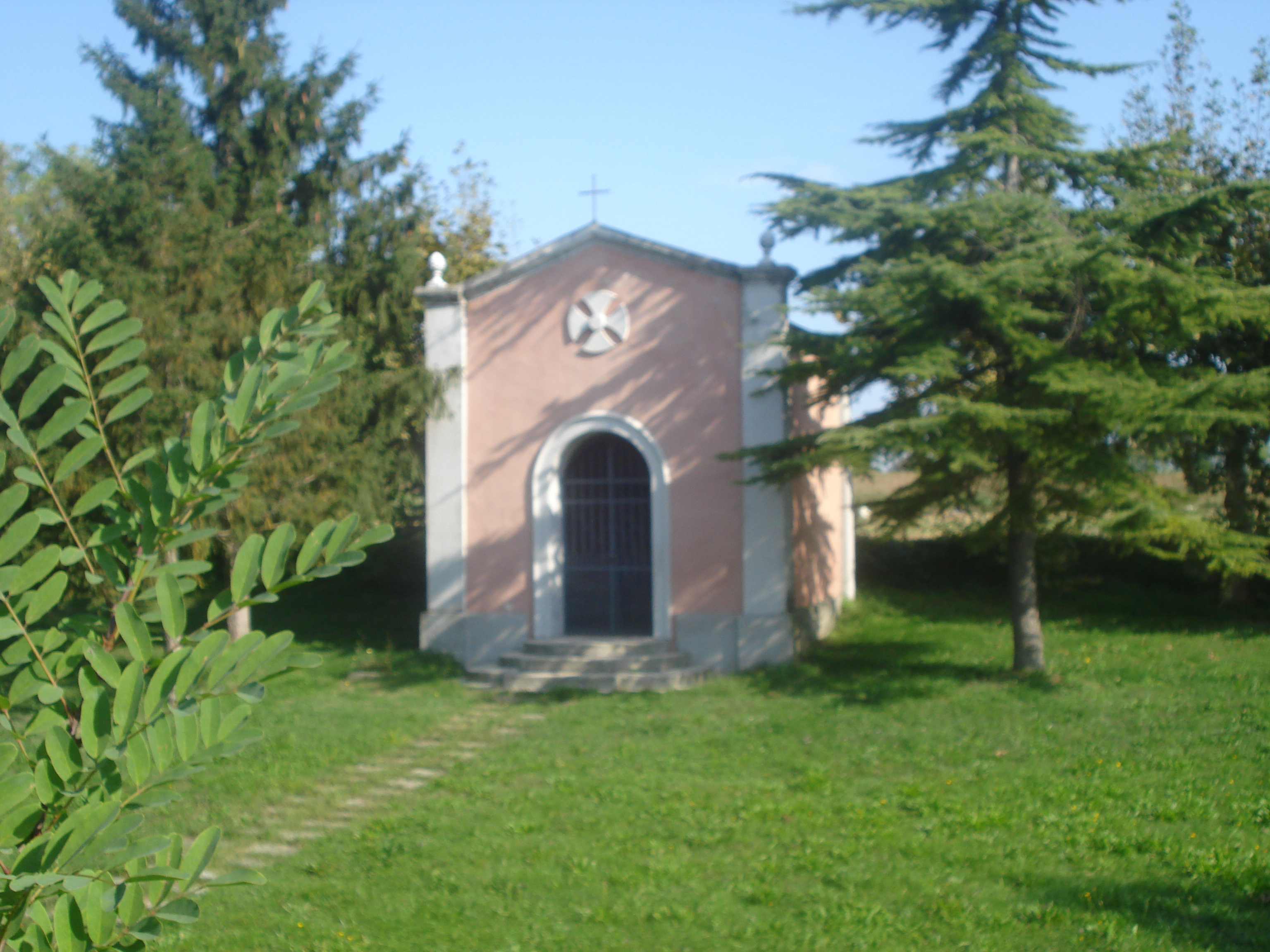
La piccola cappella di San Gottardo sorta sul luogo del lazzaretto del 1836.

In seguito alle decisioni del congresso di Vienna (1815), Gottolengo entrò a far parte con tutta l'antica terraferma veneta del Regno Lombardo-Veneto, sotto il diretto controllo austriaco. Di questo periodo viene ricordata in particolare la terribile epidemia di colera del 1836, che obbligò le autorità locali ad aprire un lazzaretto al di fuori del centro abitato, nella zona del Castellaro: qui vennero raccolti tutti gli infermi per impedire che la popolazione ancora sana venisse contagiata dal morbo. Probabilmente, come attesta la mappa di un catasto redatto in età napoleonica, un'area preposta all'accoglienza degli indisposti era già stata istituita presso il Castellaro nel XVII secolo.
Con la seconda guerra d'indipendenza (1859), il comune fu annesso ai domini piemontesi e quindi al nascente Stato unitario italiano. Sul finire del secolo, l'evolversi dell'attività agricola con le sue sempre maggiori esigenze di capitali portò all'apertura in paese della prima banca moderna, mentre agli inizi del Novecento venne introdotta l'illuminazione pubblica e il 17 ottobre 1914 fu inaugurata la linea tranviaria Pavone Mella – Gambara, breve diramazione della tranvia interurbana Brescia – Ostiano che permise un collegamento fisso e più rapido con il capoluogo provinciale oltre che con le località vicine (sostituita dal 1932 con autobus di linea). Tra il 1925 e il 1928, inoltre, il territorio comunale fu interessato da alcune campagne archeologiche, condotte dal professor Piero Barocelli per conto della Soprintendenza alle antichità, che documentarono la presenza degli insediamenti preistorici sul Castellaro.

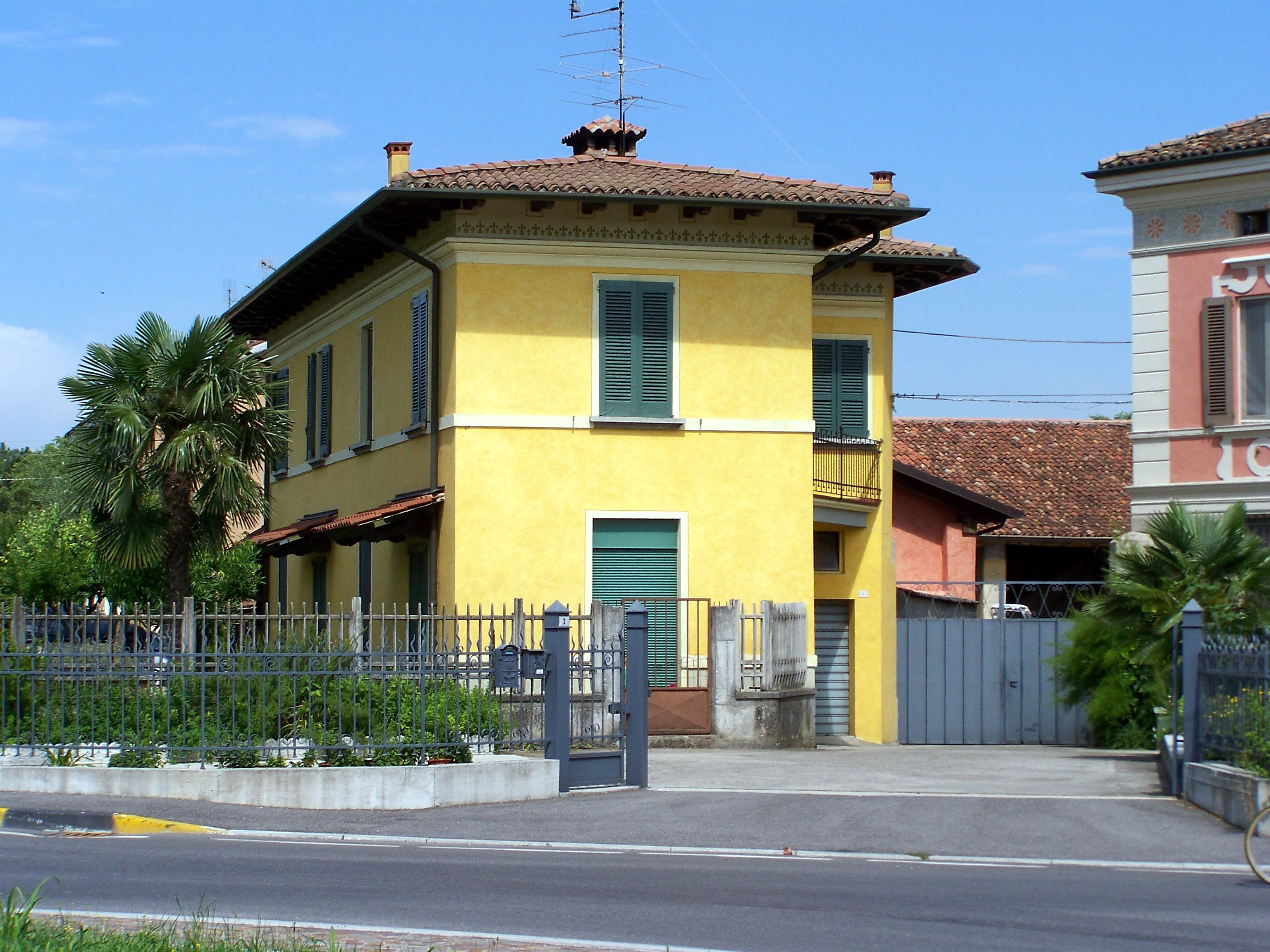
La stazione tranviaria d'inizio Novecento come appare oggi.

Durante la seconda guerra mondiale Gottolengo fu messo a dura prova: nella zona fiorì il mercato nero e i furti si moltiplicarono, fu reintrodotta la semina del girasole per scopi alimentari, i mezzi agricoli vennero accantonati per mancanza di carburante e, nell'ultima fase delle ostilità, il paese conobbe i bombardamenti notturni operati da un cacciabombardiere alleato popolarmente chiamato Pippo. Al termine del conflitto, nell'aprile del 1945, il centro abitato versava in uno stato di miseria e prostrazione.
Nel dopoguerra, con la rivoluzione industriale degli anni cinquanta e sessanta, nel paese iniziò a mutare l'assetto economico: i vecchi mestieri e le tradizionali attività agricole e artigianali furono affiancate, e spesso sostituite, da imprese industriali moderne attive in particolare nei settori tessile, alimentare e meccanico. Come molti altri comuni della Bassa Bresciana, infatti, anche Gottolengo venne identificato come area depressa e poté fruire di stanziamenti statali che ne favorirono l'industrializzazione e il sorgere di nuovi stabilimenti.
Negli ultimi decenni lo sviluppo economico ha prodotto un'intensa attività edificatoria che ha reso necessaria l'adozione di un piano regolatore generale (2000) a salvaguardia di una crescita armoniosa del tessuto urbano e per impedire abusi edilizi. Nonostante l'industrializzazione, a Gottolengo rimane ancora molto vivo lo spirito agricolo e il legame a un mondo rurale che ne ha improntato a lungo la storia e il costume.